# Spinifexduva
Spinifexduva (Geophaps plumifera) är en fågel i familjen duvor inom ordningen duvfåglar.

## Utseende
Spinifexduvan är en liten, praktfull duva med en tydlig lång huvudtofs. Fjäderdräkten är övervägande rostbrun med svarta band på vingar och rygg. Adulta fåglar har en vit "hakrem" och rött kring ögat. 

## Utbredning och systematik
Spinifexduvan förekommer enbart i Australien. Den delas in i tre underarter med följande utbredning:
- Geophaps plumifera ferruginea – förekommer i Western Australia (De Grey River till Gascoyne och Carnarvon Region)
- plumifera-gruppen
  - Geophaps plumifera plumifera – förekommer från Western Australia (Edgar Range) till västra Northern Territory
  - Geophaps plumifera leucogaster – förekommer från centrala Australien till nordvästra Queensland och nordöstra South Australia

## Levnadssätt
Spinifexduvan hittas i torra och klippiga områden, framför allt med tillgång av Spinifex-gräs och permanenta vattenkällor.

## Namn
Spinifex är ett släkte med gräs i i Australien och Indonesien.

## Status
Arten har ett stort utbredningsområde och beståndet anses stabilt. Internationella naturvårdsunionen IUCN listar den därför som livskraftig (LC).

## Bilder

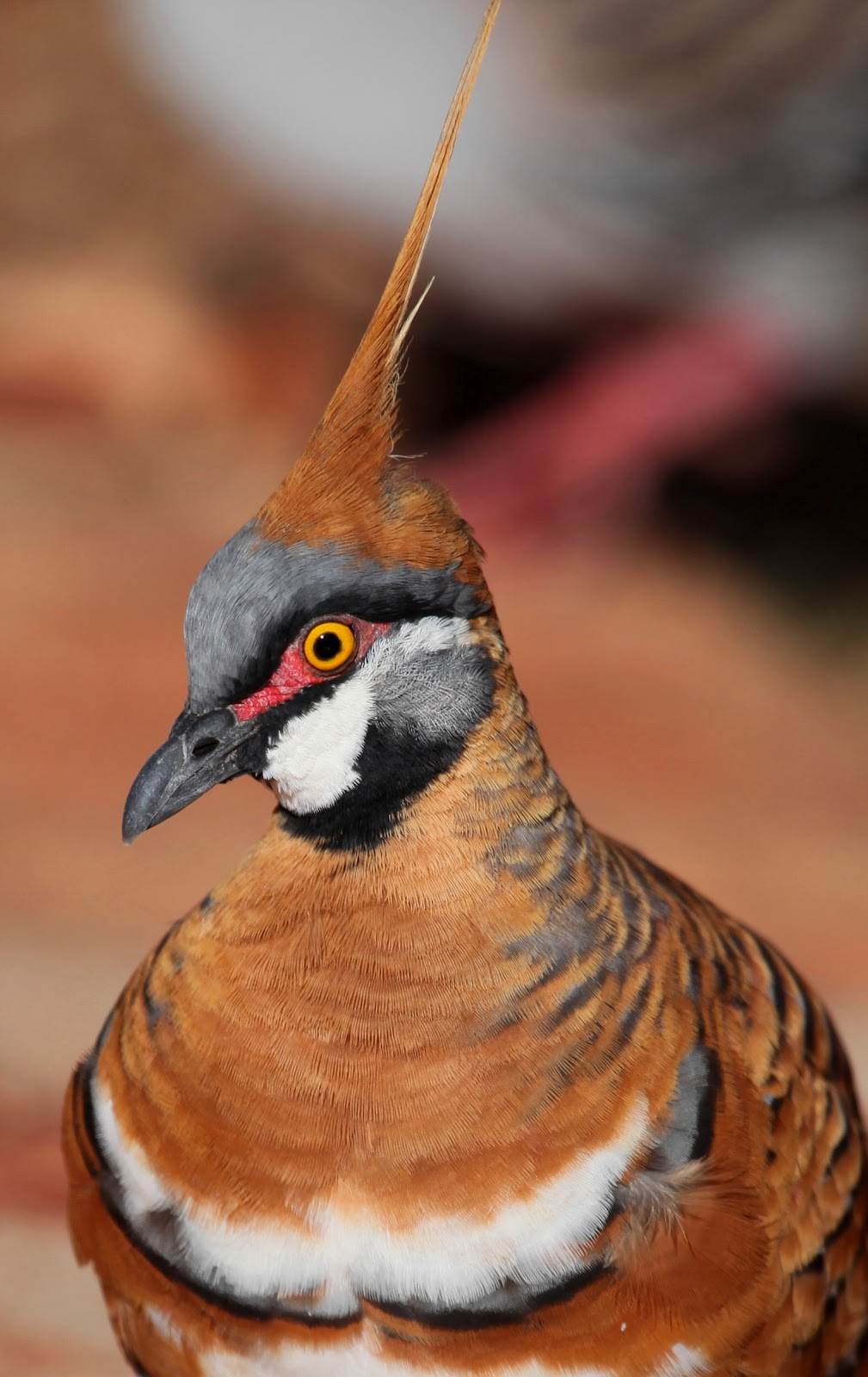
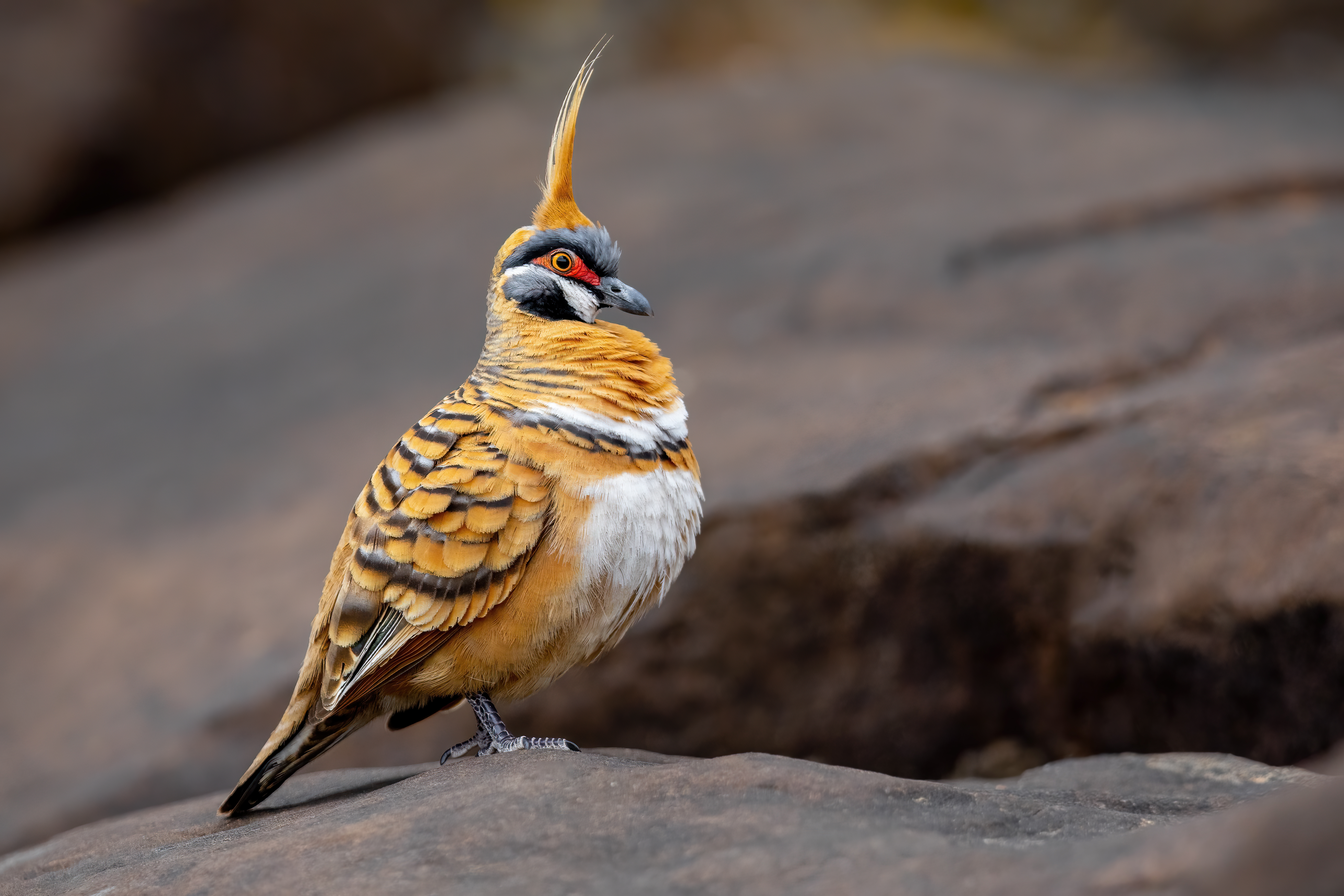
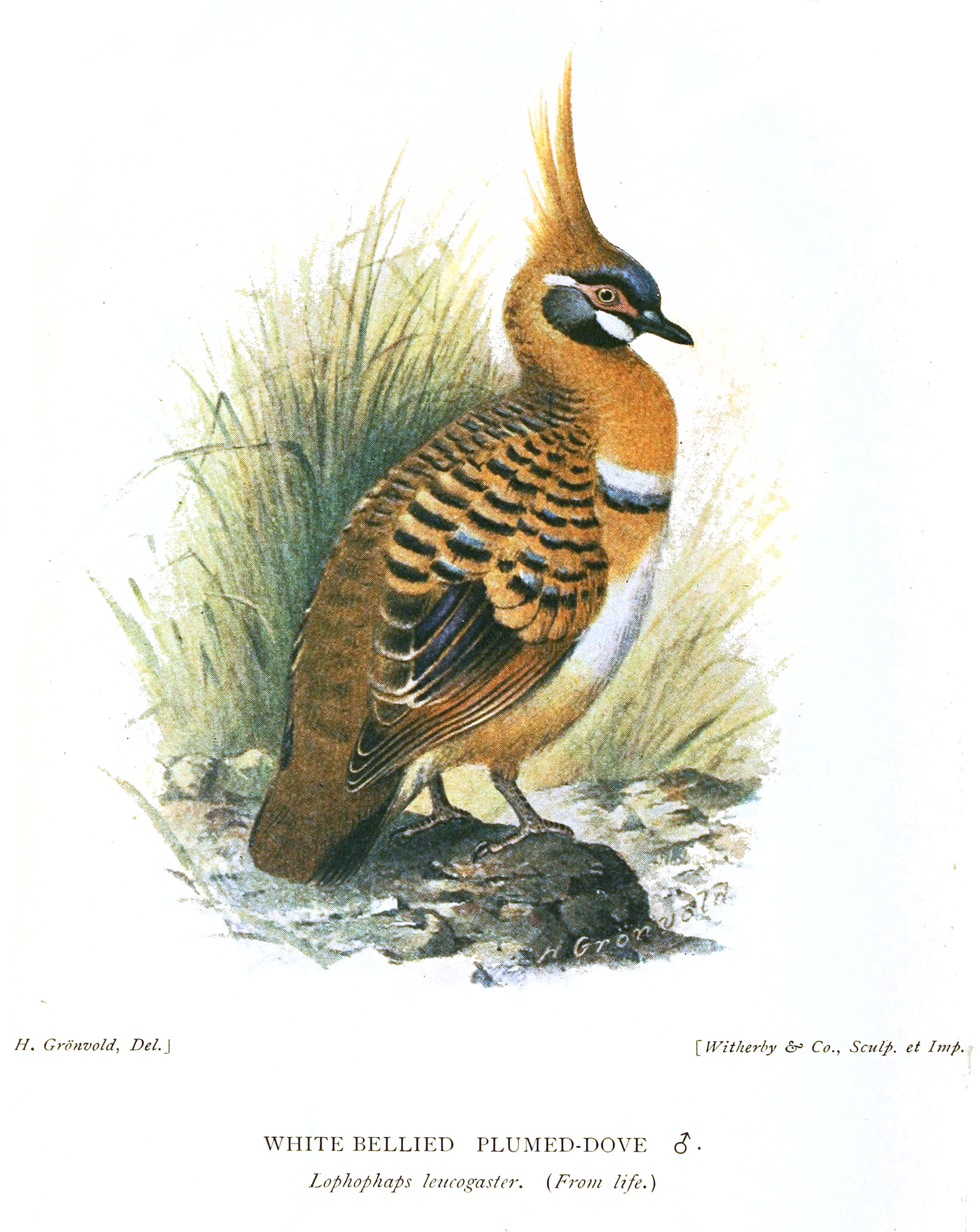
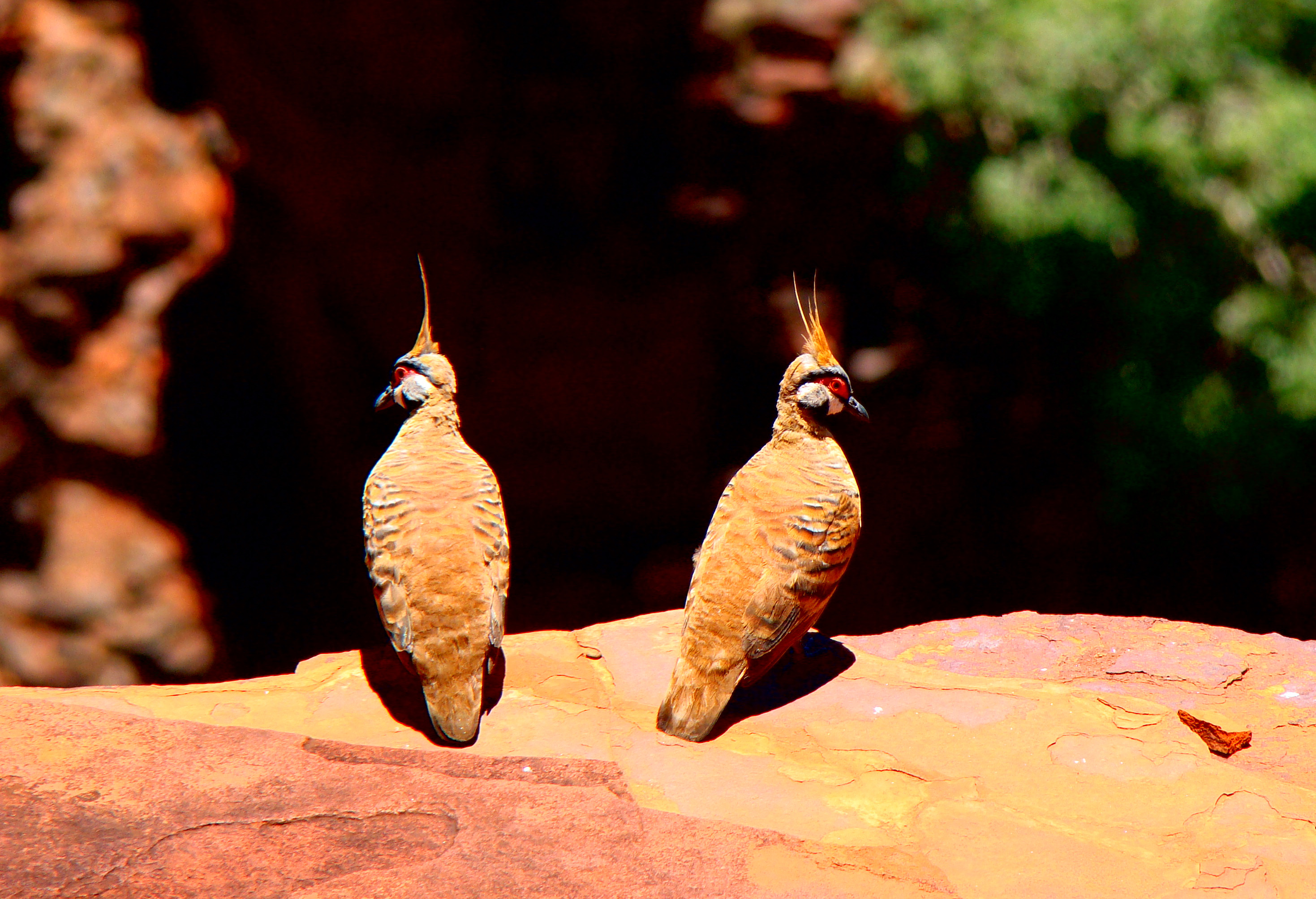